# Christian Bauer (Theologe, 1787)
Christian Ernst Friedrich Bauer (* 1. Januar 1787; † 24. Mai 1854) war ein deutscher lutherischer Theologe, Konsistorialrat und Generalsuperintendent von Hildesheim.

## Leben
Bauer war ein Sohn des Pastors Christian Julius Heitzo Bauer. Nachdem er schon im Alter von zwei Jahren den Vater verloren hatte, wuchs er bei seinem Vormund, Pastor Schumacher in Drakenburg, dem Amtsnachfolger des Vaters auf. Ab Ostern 1801 besuchte er die Domschule in Bremen. Ostern 1804 bis Ostern 1807 studierte er Theologie an der Universität Göttingen. Am 27. März 1807 bestand er das von Heinrich Philipp Sextro abgenommene Examen praevium mit Anerkennung. 1807 bis 1810 war Bauer Hauslehrer bei den Söhnen des Superintendenten Baldenius in Neustadt am Rübenberge. 1810 wurde er Rektor in Stolzenau.
Nach Ablegung des zweiten Examens (1811) wurde Bauer für die Pfarrstelle in Schwarme präsentiert. 1821 wurde er nach Wülfinghausen versetzt. Von 1825 bis 1854 war er erster Pastor in Elze, ab 1829 auch Superintendent der neugebildeten Inspektion Elze. Anfang 1833 wurde er Generalsuperintendent der Generaldiözese Hildesheim sowie Mitglied des Konsistoriums in Hannover. Sein Amtssitz blieb auf seinen besonderen Wunsch in Elze. 1851 legte er aus gesundheitlichen Gründen die Geschäfte der Superintendentur und der Generalsuperintendentur nieder, die durch den Superintendenten Busse in Sarstedt übernommen wurden.
Bauer betätigte sich auch politisch und wurde Mitglied der ersten Kammer der Ständeversammlung des Königreichs Hannover. Obwohl den Konservativen zugehörig, wandte er sich gegen die Aufhebung des Staatsgrundgesetzes durch König Ernst August. Später war er Mitglied der zweiten Kammer. Hier stimmte er 1848 gegen die Annahme der von der Frankfurter Nationalversammlung angenommenen Grundrechte und 1849 gegen das Kirchenvorstandsgesetz und gegen die freie Wahl der Geistlichen.

## Auszeichnungen
Bauer erhielt 1837 aus Anlass des Göttinger Universitätsjubiläums die Doktorwürde der Theologischen Fakultät.